# میدان لوبیانکا

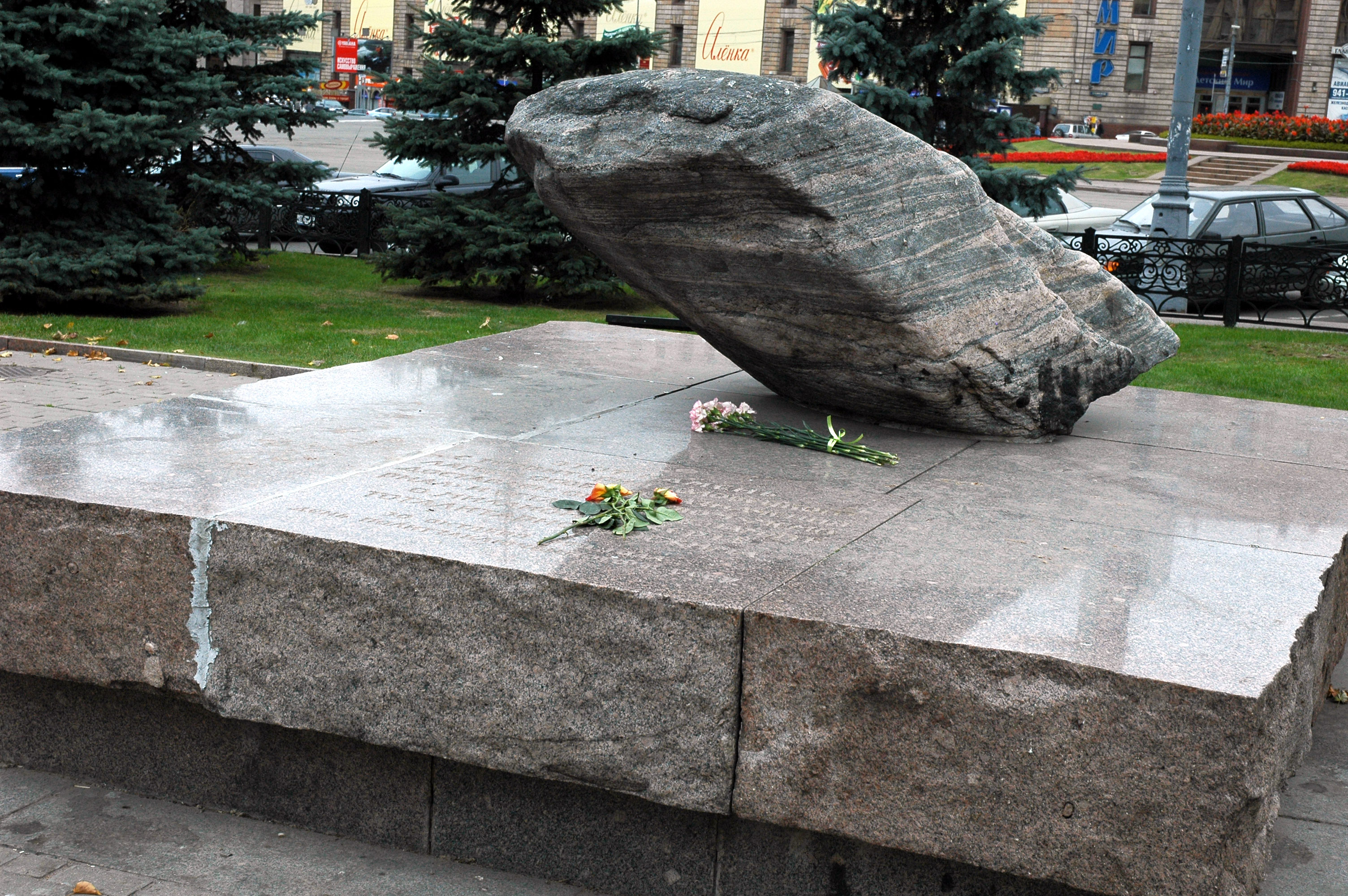
یادبود سرکوب‌شدگان عقیدتی و زندانیان سیاسی دوران اتحاد جماهیر شوروی سوسیالیستی در میدان لوبیانکا.

میدان لوبیانکا (به روسی: Лубянская площадь، آوانگاری: تلفظ: لوبیانس‌کایا پلوشاد) میدانی معروف در شهر مسکو، روسیه است. میدان لوبیانکا در فاصله ۹۰۰ متری شمال شرقی میدان سرخ واقع شده‌است.
ساختمان لوبیانکا که نام خود را از میدان لوبیانکا گرفته‌است، ساختمانی در ضلع شرقی میدان است که سازمان امنیت اتحاد جماهیر شوروی موسوم به «کاگ‌ب» در آن‌جا پایه‌گذاری شد. در دوره‌ای از اتحاد جماهیر شوروی، زندانی مخوف در میدان لوبیانکا واقع شده‌بود که زندانیان سیاسی در آن‌جا بازجویی می‌شدند.

## ایستگاه مترو
ایستگاه متروی لوبیانکا یکی از قدیمی‌ترین ایستگاه‌های متروی مسکو است که در میدان لوبیانکا واقع شده‌است. خط شماره ۱ متروی مسکو از این ایستگاه می‌گذرد.